# Baza namiotowa pod Wysoką

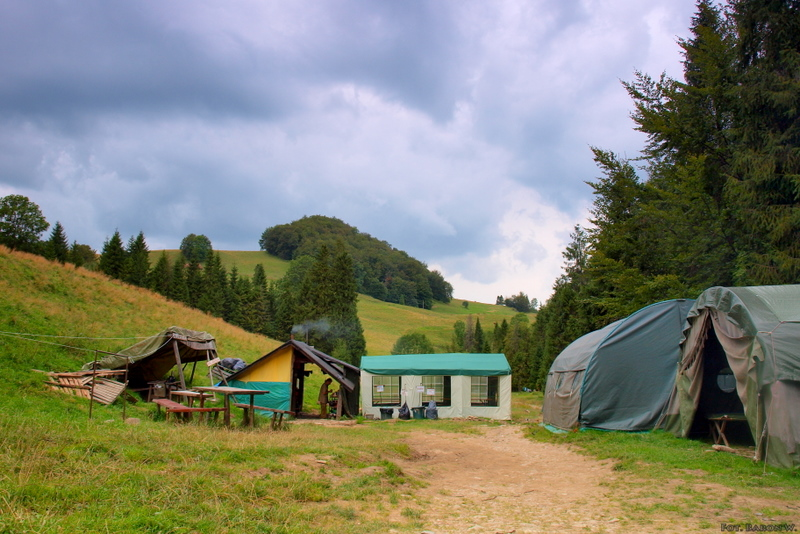
Baza Namiotowa Pod Wysoką

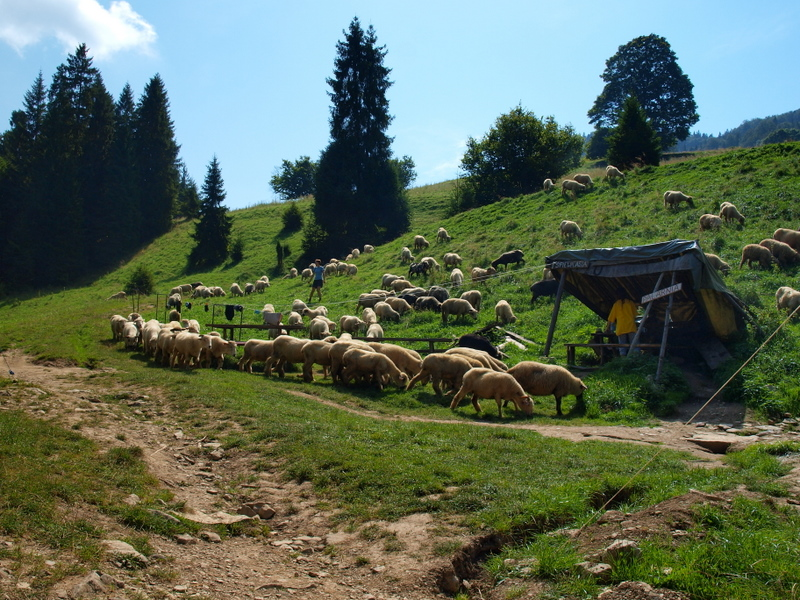
Owce nieopodal Bazy Namiotowej

Baza namiotowa pod Wysoką – studencka baza namiotowa, istniejąca od 1985 roku w sezonie letnim w Małych Pieninach nad Jaworkami i wąwozem Homole, pod Wysokimi Skałkami. Baza położona jest nad potokiem Kamionka (Homole) na polanie Za Potok na wysokości 762 m n.p.m., nad wsią Jaworki koło Szczawnicy. Jedyna baza w Pieninach.
Prowadzeniem bazy zajmują się ludzie związani ze Studenckim Kołem Przewodników Beskidzkich w Łodzi i czynna jest tylko w sezonie wakacyjnym (lipiec–sierpień), oferując noclegi w namiotach bazowych (do 35 osób i mniejszych – łącznie 60 miejsc w namiotach bazowych), jak i miejsce pod rozbicie własnego namiotu (25 miejsc pod namioty). W odróżnieniu od komercyjnej bazy noclegowej, baza namiotowa oferuje noclegi w bardzo niskich cenach oraz zniżki, w tym PTTK. W przeszłości baza prowadziła także kuchnię polową.

## Historia
Baza powstała 1982 roku z inicjatywy Akademickiego Klubu Turystyki z Łodzi, który rozstawił bazę namiotową na przełęczy Chyszówki w Beskidzie Wyspowym. Jednak już następnego roku została ona przeniesiona w Małe Pieniny i w 1983 już pod opieką SKPB rozstawiona została na polanie nieopodal górnego wyjścia z Wąwozu Homole. W tym miejscu funkcjonowała przez dwa następne sezony letnie, by w 1985 zająć obecną lokalizację, czyli na Polanie Rówienka.

## Szlaki turystyczne
W bezpośrednim sąsiedztwie bazy przebiegają dwa szlaki:
 pieszy: Jaworki – Wąwóz Homole – Dubantowska Polana – Jemeriska – Za Potok – Polana pod Wysoką – Wysokie Skałki (1 h 45 min, z powrotem 1h 15 min)
 konny: pętla z Jaworek obok Jemeriskowych Skał, przez Polanę pod Wysoką, Watrisko, Wierchliczkę, przełęcz Rozdziela i rezerwat przyrody Biała Woda,
a w górnej części polany:
 pieszy w odległości 900 m: Polana pod Wysoką – Schronisko pod Durbaszką, skrzyżowanie szlaków pod Wysokim Wierchem – Szafranówka.